# Macedonia Blas Flores
Macedonia Blas Flores (1958-) est une militante mexicaine des droits de l'homme d'origine hñañú (otomí).

## Biographie
Blas Flores est originaire d'El Bothe, San Ildefonso Tultepec, municipalité d'Amealco, Querétaro. Mère de 12 enfants, elle a passé des décennies à vendre de l'artisanat. Depuis 1997, elle travaille pour Fotzi Ñahño où elle s'exprime sur les droits des humains et les violences contre les femmes dans sa communauté otomi. Son travail au sein de l'association comprend des ateliers pour les femmes sur la violence sexiste et la prévention de l'alcoolisme chez les femmes. Elle s'implique également dans des projets de plantation de légumes et de soutien de développement économique des femmes. Son point de vue est le suivant : « Ce que je fais est bien parce que je le fais pour toutes les femmes qui souffrent de violence. »  
En 2003, elle a été faussement accusée par deux femmes (mère et fille) d'adultère. La punition dans son village indien rural consiste à se faire appliquer de la pâte de piment sur les parties génitales. Conseillée par la commission des droits de l'homme de l'État d'Hidalgo, Blas Flores dépose une plainte. Elle est la première femme indienne à intenter en justice son agresseur. Elle se rend à Mexico pour informer les membres du Congrès de l'Union de sa situation ce qui attire l'attention des militants et des médias. Blas Flores décide alors de s'engager plus activement dans la défense des droits des femmes otomis. Cela l'a également incitée à apprendre à lire et à écrire et à effectuer des opérations mathématiques de base par le biais de l'Instituto Nacional para la Educación de los Adultos .

## Reconnaissance
En 2005, Blas Flores fait partie de la proposition de candidature de PeaceWomen Across the Globe pour le prix Nobel de la paix en raison de son activisme en faveur des femmes de sa communauté,,.
En 2017, elle reçoit, de la part des instances politiques du Querétaro, la médaille d'honneur Nelson Mandela pour son engagement.